# Charles Chauderlot
Charles Chauderlot, né le 15 avril 1952 à Madrid, est un peintre et illustrateur espagnol d'origine française.

## Biographie
Né à Madrid le 15 avril 1952, Charles Chauderlot est descendant de familles françaises et espagnoles ayant toutes deux contenu des peintres et des sculpteurs réputés.
Il étudie le dessin sous la direction d'un professeur de l'École des beaux-arts de Bordeaux.
En 1970, il est orienté vers des études de droit et de sciences politiques à l'Institut d'études politiques de Paris ; en parallèle de son activité professionnelle, il continue à dessiner.
C’est à partir de 1990 qu’il décide de se consacrer uniquement au dessin. Participant à plus d’une cinquantaine d’expositions et de concours, il reçoit de nombreuses distinctions. Ses préférences vont vers le dessin en noir et blanc, réalisé in situ.
Il découvre la Chine en 1996 et s’installe à Pékin en janvier 1997. Les quartiers traditionnels de sa ville d’adoption sont une de ses sources d’inspiration privilégiées. Pressé par la modernisation brutale et spectaculaire de Pékin, son œuvre témoigne de la richesse architecturale des habitations traditionnelles (les hutongs), de quartiers entiers aujourd’hui rasés.
En 2002, il est le premier étranger à obtenir un laissez-passer pour travailler dans les parties fermées au public de la Cité interdite[réf. nécessaire] ; il passe deux ans à en peindre les trésors cachés.
En février 2006, il s'installe à Macao où le Musée d'Art acquiert plusieurs de ses œuvres. En 2016, il acquiert à Sedan, en France, une partie du  célèbre château de Bellevue qui a vu la signature de la capitulation de la France face aux prussiens le 2 septembre 1870, mais vit essentiellement en Espagne depuis 2018. Son travail a été exposé à Ronda à trois reprises, il a été sollicité pour illustrer en 2024 l'affiche de la Real Feria de San Francisco.
Plusieurs livres d'arts sont édités en France (Éditions du Rouergue), en Chine (China Intercontinental Press), en Italie (FBE Edizioni), en Espagne "Aguadas de Ronda" (Ed. Dissalia)

## Technique
La technique de Charles Chauderlot est un mariage entre sa formation en France avec les techniques apprises en Chine.
Initié à la peinture traditionnelle chinoise par un professeur de calligraphie, Charles Chauderlot utilise le pinceau chinois et l'encre de Chine. Il préfère le papier d’Arches au papier de riz, celui-ci se prêtant mal au travail en extérieur. Il mêle aussi la perspective classique et l'usage du plein et du vide de l'art chinois.

## Publications
- Charles Chauderlot : Pékin, les derniers jours (1996-2006), Éditions du Rouergue, 2006  (ISBN 9782841567881)
- La Cité Interdite, le Dedans dévoilé, Éditions du Rouergue, 2006.
- China Memories in ink, CITIC Press Beijing, 2013.
- Memories and Reminiscences of Macao, IACM, 2011.
- Gods, Deities and rituals of Macao, Rui Cunha Foundation Macao, 2012.
- Ink wash of the Forbidden City , IACM Macao 2015
- Ronda - Aguadas , Ed. Dissalia 2024  (ISBN 976-84-0966925-7[à vérifier : ISBN invalide])